# Emelie Öhrstig
Frida Emelie Öhrstig (Borås, 27 de febrero de 1978) es una deportista sueca que compitió en esquí de fondo. Ganó una medalla de oro en el Campeonato Mundial de Esquí Nórdico de 2005, en la prueba de velocidad individual.

## Palmarés internacional
| Campeonato Mundial | Campeonato Mundial    | Campeonato Mundial | Campeonato Mundial   |
| Año                | Lugar                 | Medalla            | Prueba               |
| ------------------ | --------------------- | ------------------ | -------------------- |
| 2005               | Oberstdorf (Alemania) | Medalla de oro     | Velocidad individual |